# GP3 Series 2015
La stagione 2015 della GP3 Series è la sesta della categoria, nata a supporto della GP2 Series. È iniziata il 9 maggio e si è conclusa il 29 novembre, dopo 18 gare, come la stagione precedente. La serie è stata vinta dal pilota francese Esteban Ocon, mentre la classifica riservata alle scuderia è stata vinta dall'ART Grand Prix.

## La pre-stagione

### Calendario
Il calendario è stato reso noto il 22 dicembre 2014. Con la cancellazione del Gran Premio di Germania dal calendario del mondiale di F1 anche la gara del campionato, prevista al Nürburgring è stata cancellata. Successivamente è stata programmata una gara sul Circuito di Manama.
| Gara | Gara | Circuito                                  | Giri | Lunghezza                  | Data        | Ora   | Supporto                          |
| ---- | ---- | ----------------------------------------- | ---- | -------------------------- | ----------- | ----- | --------------------------------- |
| 1    | G1   | Circuito di Catalogna, Montmeló           | 22   | 22 x 4,655 km =102,410 km  | 9 maggio    | 17:20 | Gran Premio di Spagna 2015        |
| 1    | G2   | Circuito di Catalogna, Montmeló           | 17   | 17 x 4,655 km = 79,135 km  | 10 maggio   | 09:25 | Gran Premio di Spagna 2015        |
| 2    | G1   | Red Bull Ring, Spielberg bei Knittelfeld  | 24   | 24 x 4,326 km = 103,824 km | 20 giugno   | 17:20 | Gran Premio d'Austria 2015        |
| 2    | G2   | Red Bull Ring, Spielberg bei Knittelfeld  | 18   | 18 x 4,326 km = 77,868 km  | 21 giugno   | 09:25 | Gran Premio d'Austria 2015        |
| 3    | G1   | Circuito di Silverstone, Silverstone      | 20   | 20 x 5,891 km = 117,820 km | 4 luglio    | 16:20 | Gran Premio di Gran Bretagna 2015 |
| 3    | G2   | Circuito di Silverstone, Silverstone      | 15   | 15 x 5,891 km = 88,365 km  | 5 luglio    | 08:25 | Gran Premio di Gran Bretagna 2015 |
| 4    | G1   | Hungaroring, Mogyoród                     | 22   | 22 x 4,381 km = 96,382 km  | 25 luglio   | 17:20 | Gran Premio d'Ungheria 2015       |
| 4    | G2   | Hungaroring, Mogyoród                     | 16   | 16 x 4,381 km = 70,096 km  | 26 luglio   | 09:25 | Gran Premio d'Ungheria 2015       |
| 5    | G1   | Circuito di Spa-Francorchamps, Stavelot   | 15   | 15 x 7,004 km = 105,060 km | 22 agosto   | 17:20 | Gran Premio del Belgio 2015       |
| 5    | G2   | Circuito di Spa-Francorchamps, Stavelot   | 13   | 13 x 7,004 km = 91,052 km  | 23 agosto   | 09:25 | Gran Premio del Belgio 2015       |
| 6    | G1   | Autodromo Nazionale Monza, Monza          | 22   | 22 x 5,793 km = 127,446 km | 5 settembre | 17:15 | Gran Premio d'Italia 2015         |
| 6    | G2   | Autodromo Nazionale Monza, Monza          | 16   | 16 x 5,793 km = 92,688 km  | 6 settembre | 09:25 | Gran Premio d'Italia 2015         |
| 7    | G1   | Sochi International Street Circuit, Adler | 20   | 20 x 5,848 km = 116,960 km | 11 ottobre  | 09:00 | Gran Premio di Russia 2015        |
| 7    | G2   | Sochi International Street Circuit, Adler | 15   | 15 x 5,848 km = 87,720 km  | 11 ottobre  | 11:30 | Gran Premio di Russia 2015        |
| 8    | G1   | Bahrain International Circuit, Manama     | 20   | 20 x 5,412 km = 108,240 km | 20 novembre | 13:20 | WEC 2015                          |
| 8    | G2   | Bahrain International Circuit, Manama     | 15   | 15 x 5,412 km = 81,180 km  | 21 novembre | 09:00 | WEC 2015                          |
| 9    | G1   | Circuito di Yas Marina, Abu Dhabi         | 18   | 18 x 5,554 km = 99,972 km  | 28 novembre | 12:25 | Gran Premio di Abu Dhabi 2015     |
| 9    | G2   | Circuito di Yas Marina, Abu Dhabi         | 14   | 14 x 5,554 km = 77,756 km  | 29 novembre | 13:00 | Gran Premio di Abu Dhabi 2015     |

## Piloti e scuderie

### Scuderie
La Manor Motorsport, junior team della scuderia di Formula 1 Marussia, abbandona il campionato. In suo luogo nessun altro team viene ammesso al campionato. La scuderia spagnola Campos Racing prende il posto della tedesca Hilmer Motorsport.

### Piloti
Il campione del 2014, il britannico Alex Lynn, passa alla GP2, dove compete per la DAMS. Il vicecampione Dean Stoneman si trasferisce invece nella F. Renault 3.5 .
Anche il rumeno Robert Vișoiu sale in GP2, con la scuderia italiana Rapax, così come Richie Stanaway, che viene promosso nella categoria superiore dalla sua scuderia, la Status Grand Prix.
La Arden International si assicura due piloti già presenti nella categoria: il britannico Emil Bernstorff, che arriva dalla Carlin e Kevin Ceccon, già impiegato nella Jenzer Motorsport. Da quest'ultima parte anche Adderly Fong verso la Koiranen GP. L'Arden completa il terzetto di piloti con l'esordiente Aleksander Bosak (ex della F. Renault 2.0). La Carlin Motorsport porta in gara Antonio Fuoco, pilota della Ferrari Academy e terzo nella F3 Europea 2014.
Scambio tra Status Grand Prix e ART Grand Prix: Alfonso Celis Jr., utilizzato dalla Status Grand Prix, passa all'ART Grand Prix mentre Alex Fontana effettua il percorso inverso. La scuderia francese fa esordire Esteban Ocon, campione della F3 Europea 2014, mentre gli irlandesi fanno correre Seb Morris (ex pilota della F. Renault 2.0).
Mitchell Gilbert e Jann Mardenborough, impiegati da Trident e Arden International rispettivamente, nel 2014, sono messi sotto contratto dalla Carlin. La neoentrata Campos impiega il kuwaitiano Zaid Ashkanani (campione 2014 della Porsche GT3 Cup Challenge Middle East).
La Koiranen impiega Matt Parry, già pilota di diverse serie della F. Renault, mentre la Jenzer porta all'esordio Ralph Boschung, vincitore della ADAC Formel Masters 2014.
Anche i primi tre della Euroformula Open 2014 entrano nel campionato: Sandy Stuvik, Artur Janosz e Álex Palou fanno il loro debutto rispettivamente con Status Grand Prix, Trident e Campos Racing. La Trident impiega anche un altro esordiente: Óscar Tunjo che arriva dalla F. Renault 3.5.
Per il round di Silverstone l'austriaco Christopher Höher prende il posto di Gómez alla Campos Racing. Dalla gara successiva Gómez ritorna pilota titolare. Sempre da Budapest Oscar Tunjo abbandona la categoria. Nella gara di Spa la pilota olandese Beitske Visser torna nella categoria con la Trident, occupando la terza vettura, non utilizzata in Ungheria. Per la gara di Monza la Campos Racing fa esordire Brandon Maïsano, pilota francese d'esperienza nelle serie formative minori. Un altro francese, Bonduel, è ingaggiato dalla Trident. Alla gara monzese partecipano solo 21 vetture: ART, Carlin e Koiranen schierano infatti solo due vetture: Celis è impegnato nella F. Renault 3.5, Mardenborough corre in GP2, mentre Adderly Fong disputa nello stesso weekend, una gara di GT Asia.
Nella gara di Soči rientrano, dopo un turno d'assenza, Jann Mardenborough (alla Carlin), Alfonso Celis Jr. (all'ART) e Adderly Fong (Koiranen). Alla Trident debutta in categoria il pilota italiano Michele Beretta, al posto di Bonduel mentre alla Campos è il turno del russo Konstantin Tereshchenko, che sostituisce l'altro francese Maïsano.
Dalla gara del Bahrain Matevos Isaakyan, pilota russo di Formula Renualt 2.0 ALPS ed Eurocup, si accorda con Koiranen, per prendere il posto di Fong. Il pilota di Hong Kong Adderly Fong sostituisce Jann Mardenborough, impegnato in un test della GT, per l'ultimo appuntamento stagionale, ad Abu Dhabi.

### Tabella riassuntiva
| Team                | Nº | Pilota                  | Weekend di gare |
| ------------------- | -- | ----------------------- | --------------- |
| Carlin              | 1  | Antonio Fuoco           | Tutti           |
| Carlin              | 2  | Jann Mardenborough      | 1-5, 7-8        |
| Carlin              | 2  | Adderly Fong            | 9               |
| Carlin              | 3  | Mitchell Gilbert        | Tutti           |
| ART Grand Prix      | 4  | Alfonso Celis Jr.       | 1-5, 7-9        |
| ART Grand Prix      | 5  | Marvin Kirchhöfer       | Tutti           |
| ART Grand Prix      | 6  | Esteban Ocon            | Tutti           |
| Status Grand Prix   | 7  | Seb Morris              | Tutti           |
| Status Grand Prix   | 8  | Alex Fontana            | Tutti           |
| Status Grand Prix   | 9  | Sandy Stuvik            | Tutti           |
| Koiranen GP         | 10 | Adderly Fong            | 1-5, 7          |
| Koiranen GP         | 10 | Matevos Isaakyan        | 8-9             |
| Koiranen GP         | 11 | Jimmy Eriksson          | Tutti           |
| Koiranen GP         | 12 | Matt Parry              | Tutti           |
| Arden International | 14 | Kevin Ceccon            | Tutti           |
| Arden International | 15 | Emil Bernstorff         | Tutti           |
| Arden International | 16 | Aleksander Bosak        | Tutti           |
| Jenzer Motorsport   | 20 | Pål Varhaug             | Tutti           |
| Jenzer Motorsport   | 21 | Mathéo Tuscher          | Tutti           |
| Jenzer Motorsport   | 22 | Ralph Boschung          | Tutti           |
| Campos Racing       | 23 | Zaid Ashkanani          | Tutti           |
| Campos Racing       | 24 | Álex Palou              | Tutti           |
| Campos Racing       | 25 | Samin Gómez             | 1-2, 4          |
| Campos Racing       | 25 | Christopher Höher       | 3               |
| Campos Racing       | 25 | Brandon Maïsano         | 6               |
| Campos Racing       | 25 | Konstantin Tereshchenko | 7-9             |
| Trident             | 26 | Artur Janosz            | Tutti           |
| Trident             | 27 | Luca Ghiotto            | Tutti           |
| Trident             | 28 | Óscar Tunjo             | 1-3             |
| Trident             | 28 | Beitske Visser          | 5               |
| Trident             | 28 | Amaury Bonduel          | 6               |
| Trident             | 28 | Michele Beretta         | 7-9             |

## Circuiti e gare
Rispetto alla stagione 2014 la novità della categoria avrebbe dovuto essere il Nürburgring, nella solita alternanza con l'Hockenheimring. La mancata effettuazione del Gran Premio di Germania invece ha fatto saltare tale opportunità. Successivamente è stata inserita una gara sul Circuito di Manama.

## Sistema di punteggio
I punti vengono assegnati ai primi dieci classificati in gara-1 (detta anche gara lunga o feature race) e ai primi otto in gara-2 (detta anche gara corta o sprint race). Colui che conquista la pole position riceve 4 punti, mentre 2 sono assegnati a chi fa il giro più veloce, ma solo se si trova all'interno della top ten, sia in gara-1 che in gara-2. Non sono assegnati punti extra al poleman di gara-2 poiché si tratta semplicemente dell'8º arrivato in gara-1 che si trova catapultato in prima posizione a causa della regola della griglia invertita. Per quel che riguarda la classifica a squadre, il punteggio è dato dalla somma dei punti ottenuti dai due piloti appartenenti al team.
Punti nella feature race
| Posizione | 1º | 2º | 3º | 4º | 5º | 6º | 7º | 8º | 9º | 10º | Pole | GPV |
| Punti     | 25 | 18 | 15 | 12 | 10 | 8  | 6  | 4  | 2  | 1   | 4    | 2   |

Punti nella sprint race
I punti sono assegnati ai primi otto classificati.
| Posizione | 1º | 2º | 3º | 4º | 5º | 6º | 7º | 8º | GPV |
| Punti     | 15 | 12 | 10 | 8  | 6  | 4  | 2  | 1  | 2   |

## Risultati e classifiche

### Gare
In gara 2 la griglia di partenza si basa sui risultati di gara 1, con i primi 8 piloti posizionati in ordine inverso; al pilota in pole in gara 2 non vengono attribuiti punti aggiuntivi.
| Gara | Gara | Circuito          | Tempo     | Velocità     | Pole position     | Giro veloce       | Pilota vincitore  | Team vincitore      |
| ---- | ---- | ----------------- | --------- | ------------ | ----------------- | ----------------- | ----------------- | ------------------- |
| 1    | G1   | Montmeló          | 39'27"125 | 155,556 km/h | Luca Ghiotto      | Esteban Ocon      | Esteban Ocon      | ART Grand Prix      |
| 1    | G2   | Montmeló          | 28'35"765 | 165,775 km/h |                   | Marvin Kirchhöfer | Marvin Kirchhöfer | ART Grand Prix      |
| 2    | G1   | Spielberg         | 38'25"156 | 161,946 km/h | Luca Ghiotto      | Luca Ghiotto      | Luca Ghiotto      | Trident             |
| 2    | G2   | Spielberg         | 26'51"893 | 173,628 km/h |                   | Luca Ghiotto      | Óscar Tunjo       | Trident             |
| 3    | G1   | Silverstone       | 37'02"785 | 190,603 km/h | Marvin Kirchhöfer | Luca Ghiotto      | Marvin Kirchhöfer | ART Grand Prix      |
| 3    | G2   | Silverstone       | 27'30"411 | 192,455 km/h |                   | Kevin Ceccon      | Kevin Ceccon      | Arden International |
| 4    | G1   | Mogyoród          | 38'29"253 | 150,191 km/h | Luca Ghiotto      | Luca Ghiotto      | Luca Ghiotto      | Trident             |
| 4    | G2   | Mogyoród          | 27'56"869 | 150,400 km/h |                   | Esteban Ocon      | Kevin Ceccon      | Arden International |
| 5    | G1   | Spa-Francorchamps | 44'00"242 | 143,081 km/h | Luca Ghiotto      | Luca Ghiotto      | Emil Bernstorff   | Arden International |
| 5    | G2   | Spa-Francorchamps | 33'36"220 | 162,353 km/h |                   | Luca Ghiotto      | Luca Ghiotto      | Trident             |
| 6    | G1   | Monza             | 37'06"696 | 205,548 km/h | Luca Ghiotto      | Emil Bernstorff   | Emil Bernstorff   | Arden International |
| 6    | G2   | Monza             | 26'50"969 | 206,437 km/h |                   | Luca Ghiotto      | Marvin Kirchhöfer | ART Grand Prix      |
| 7    | G1   | Adler             | 30'38"718 | 171,356 km/h | Esteban Ocon      | Esteban Ocon      | Luca Ghiotto      | Trident             |
| 7    | G2   | Adler             | 28'34"265 | 183,796 km/h |                   | Esteban Ocon      | Jimmy Eriksson    | Koiranen GP         |
| 8    | G1   | Manama            | 37'11"554 | 174,635 km/h | Esteban Ocon      | Luca Ghiotto      | Marvin Kirchhöfer | ART Grand Prix      |
| 8    | G2   | Manama            | 42'51"074 | 113,658 km/h |                   | Luca Ghiotto      | Luca Ghiotto      | Trident             |
| 9    | G1   | Abu Dhabi         | 38'13"565 | 156,736 km/h | Esteban Ocon      | Esteban Ocon      | Marvin Kirchhöfer | ART Grand Prix      |
| 9    | G2   | Abu Dhabi         | 27'46"982 | 167,672 km/h |                   | Álex Palou        | Álex Palou        | Campos Racing       |

### Classifica piloti
| Pos. | Pilota                | SPA | SPA | AUT | AUT | GBR | GBR | HUN | HUN | BEL | BEL | ITA | ITA | RUS | RUS | BHR | BHR | ABU | ABU | Punti |
| ---- | --------------------- | --- | --- | --- | --- | --- | --- | --- | --- | --- | --- | --- | --- | --- | --- | --- | --- | --- | --- | ----- |
| 1    | Esteban Ocon          | 1   | 7   | 3   | SQ  | 6   | 2   | 2   | 2   | 2   | 2   | 2   | 2   | 2   | 2   | 3   | 2   | 4   | 3   | 253   |
| 2    | Luca Ghiotto          | 2   | 8   | 1   | 3   | 4   | 7   | 1   | 4   | 5   | 1   | Rit | 3   | 1   | 8   | 4   | 1   | 5   | 4   | 245   |
| 3    | Marvin Kirchhöfer     | 5   | 1   | 6   | 2   | 1   | 8   | 3   | 5   | 3   | Rit | 4   | 1   | 9   | 7   | 1   | 6   | 1   | 7   | 200   |
| 4    | Emil Bernstorff       | 3   | 5   | 4   | 4   | 2   | 6   | 4   | Rit | 1   | Rit | 1   | Rit | 3   | 6   | 2   | 4   | 2   | 6   | 194   |
| 5    | Jimmy Eriksson        | 6   | 2   | 20† | 10  | 5   | 4   | 6   | 6   | 13  | 16  | 5   | 5   | 8   | 1   | 5   | 7   | 3   | 5   | 118   |
| 6    | Antonio Fuoco         | 8   | 4   | 2   | Rit | 18  | 23  | 8   | Rit | 4   | Rit | Rit | 11  | 6   | 4   | 9   | 5   | 7   | 2   | 88    |
| 7    | Kevin Ceccon          | 7   | 6   | Rit | NP  | 7   | 1   | 7   | 1   | Rit | 13  | 3   | 4   | Rit | NP  | 14  | 18  | Rit | 10  | 77    |
| 8    | Matt Parry            | 13  | 9   | 13  | 7   | 3   | 5   | 5   | 3   | Rit | Rit | SQ  | Rit | 7   | Rit | 11  | 3   | 6   | 24  | 67    |
| 9    | Jann Mardenborough    | 4   | 3   | 5   | 13  | 17  | 15  | Rit | 17  | Rit | 12  |     |     | 5   | 3   | 7   | Rit |     |     | 58    |
| 10   | Álex Palou            | 12  | 20  | 14  | Rit | Rit | 13  | 19  | 18  | 7   | 5   | 7   | 10  | 4   | 9   | Rit | 10  | 8   | 1   | 51    |
| 11   | Ralph Boschung        | Rit | 14  | 8   | 8   | 8   | 3   | 13  | 8   | 9   | 8   | 9   | 7   | 11  | NP  | 10  | 9   | 12  | 11  | 28    |
| 12   | Alfonso Celis Jr.     | 10  | 10  | 15  | Rit | 13  | 11  | 18  | 15  | 6   | 3   |     |     | 13  | 12  | 8   | 8   | Rit | 19  | 24    |
| 13   | Mathéo Tuscher        | 14  | 13  | 12  | SQ  | 10  | 9   | 10  | 9   | Rit | 4   | 6   | 6   | Rit | Rit | 12  | Rit | 16  | 14  | 22    |
| 14   | Artur Janosz          | 15  | 12  | 21  | 9   | 9   | 17  | 16  | Rit | 12  | 7   | 16  | Rit | 10  | 5   | 6   | 12  | 10  | 9   | 20    |
| 15   | Óscar Tunjo           | 16  | 11  | 9   | 1   | 11  | 10  |     |     |     |     |     |     |     |     |     |     |     |     | 17    |
| 16   | Alex Fontana          | 9   | 16  | 10  | 6   | 19  | 18  | 14  | 13  | 10  | 6   | 8   | 16  | 19  | 11  | 19  | 19  | 15  | 13  | 16    |
| 17   | Sandy Stuvik          | 18  | 17  | 7   | Rit | 22  | 20  | 22  | 14  | Rit | 17  | 11  | 8   | 16  | 17  | 13  | Rit | 17  | 16  | 7     |
| 18   | Seb Morris            | Rit | 24  | 19  | 5   | 15  | 12  | 12  | 12  | Rit | 14  | SQ  | Rit | 14  | 10  | 16  | Rit | 13  | 15  | 6     |
| 19   | Pål Varhaug           | 21  | 18  | 11  | Rit | 16  | 19  | 9   | 7   | Rit | 10  | Rit | 14  | Rit | 14  | Rit | Rit | 11  | 8   | 5     |
| 20   | Aleksander Bosak      | 19  | 23  | 16  | 15  | 14  | 16  | 17  | 19  | 8   | Rit | 15  | Rit | Rit | 20  | Rit | 16  | 18  | 23  | 4     |
| 21   | Matevos Isaakyan      |     |     |     |     |     |     |     |     |     |     |     |     |     |     | Rit | 14  | 9   | 12  | 2     |
| 22   | Mitchell Gilbert      | 22† | 22  | Rit | 11  | 20  | 21  | 11  | 10  | 11  | 11  | 10  | 9   | 12  | 15  | 15  | 11  | 14  | 17  | 1     |
| 23   | Adderly Fong          | 17  | 21  | 17  | 12  | 12  | 14  | 15  | 11  | 15  | 9   |     |     | 15  | 18  |     |     | Rit | 22  | 0     |
| 24   | Zaid Ashkanani        | 11  | 15  | 18  | 14  | 21  | 22  | 20  | 16  | 14  | 18  | 13  | 15  | 20  | 19  | 17  | 13  | 19  | 21  | 0     |
| 25   | Brandon Maïsano       |     |     |     |     |     |     |     |     |     |     | 12  | 13  |     |     |     |     |     |     | 0     |
| 26   | Amaury Bonduel        |     |     |     |     |     |     |     |     |     |     | 14  | 12  |     |     |     |     |     |     | 0     |
| 27   | Michele Beretta       |     |     |     |     |     |     |     |     |     |     |     |     | 18  | 13  | 20  | 15  | 20  | 18  | 0     |
| 28   | Beitske Visser        |     |     |     |     |     |     |     |     | Rit | 15  |     |     |     |     |     |     |     |     | 0     |
| 29   | Konstantin Tereščenko |     |     |     |     |     |     |     |     |     |     |     |     | 17  | 16  | 18  | 17  | Rit | 20  | 0     |
| 30   | Samin Gómez           | 20  | 19  | Rit | 16  |     |     | 21  | Rit |     |     |     |     |     |     |     |     |     |     | 0     |
| 31   | Christopher Höher     |     |     |     |     | 23  | 24  |     |     |     |     |     |     |     |     |     |     |     |     | 0     |
| Pos. | Pilota                | SPA | SPA | AUT | AUT | GBR | GBR | HUN | HUN | BEL | BEL | ITA | ITA | RUS | RUS | BHR | BHR | ABU | ABU | Punti |

| Colore  | Risultato             |
| ------- | --------------------- |
| Oro     | Vincitore             |
| Argento | 2º posto              |
| Bronzo  | 3º posto              |
| Verde   | Finito a punti        |
| Blu     | Finito senza punti    |
| Viola   | Ritirato (Rit)        |
| Viola   | Non classificato (NC) |
| Rosso   | Non qualificato (NQ)  |
| Nero    | Squalificato (SQ)     |
| Bianco  | Non partito (NP)      |
| Bianco  | Non ha gareggiato     |
| Bianco  | Infortunato (INF)     |
| Bianco  | Escluso (ES)          |
| Bianco  | Gara cancellata (C)   |

### Classifica scuderie
| Pos. | Team                | Nº vettura | SPA | SPA | AUT | AUT | GBR | GBR | HUN | HUN | BEL | BEL | ITA | ITA | RUS | RUS | BHR | BHR | ABU | ABU | Punti |
| ---- | ------------------- | ---------- | --- | --- | --- | --- | --- | --- | --- | --- | --- | --- | --- | --- | --- | --- | --- | --- | --- | --- | ----- |
| 1    | ART Grand Prix      | 4          | 10  | 10  | 15  | Rit | 13  | 11  | 18  | 15  | 6   | 3   |     |     | 13  | 12  | 8   | 8   | Rit | 19  | 477   |
| 1    | ART Grand Prix      | 5          | 5   | 1   | 6   | 2   | 1   | 8   | 3   | 5   | 3   | Rit | 4   | 1   | 9   | 7   | 1   | 6   | 1   | 7   | 477   |
| 1    | ART Grand Prix      | 6          | 1   | 7   | 3   | SQ  | 6   | 2   | 2   | 2   | 2   | 2   | 2   | 2   | 2   | 2   | 3   | 2   | 4   | 3   | 477   |
| 2    | Trident             | 26         | 15  | 12  | 21  | 9   | 9   | 17  | 16  | Rit | 12  | 7   | 16  | Rit | 10  | 5   | 6   | 12  | 10  | 9   | 282   |
| 2    | Trident             | 27         | 2   | 8   | 1   | 3   | 4   | 7   | 1   | 4   | 5   | 1   | Rit | 3   | 1   | 8   | 4   | 1   | 5   | 4   | 282   |
| 2    | Trident             | 28         | 16  | 11  | 9   | 1   | 11  | 10  |     |     | Rit | 15  | 14  | 12  | 18  | 13  | 20  | 15  | 20  | 18  | 282   |
| 3    | Arden International | 14         | 7   | 6   | Rit | NP  | 7   | 1   | 7   | 1   | Rit | 13  | 3   | 4   | Rit | NP  | 14  | 18  | Rit | 10  | 275   |
| 3    | Arden International | 15         | 3   | 5   | 4   | 4   | 2   | 6   | 4   | Rit | 1   | Rit | 1   | Rit | 3   | 6   | 2   | 4   | 2   | 6   | 275   |
| 3    | Arden International | 16         | 19  | 23  | 16  | 15  | 14  | 16  | 17  | 19  | 8   | Rit | 15  | Rit | Rit | 20  | Rit | 16  | 18  | 23  | 275   |
| 4    | Koiranen GP         | 10         | 17  | 21  | 17  | 12  | 12  | 14  | 15  | 11  | 15  | 9   |     |     | 15  | 18  | Rit | 14  | 9   | 12  | 195   |
| 4    | Koiranen GP         | 11         | 6   | 2   | 20† | 10  | 5   | 4   | 6   | 6   | 13  | 16  | 5   | 5   | 8   | 1   | 5   | 7   | 3   | 5   | 195   |
| 4    | Koiranen GP         | 12         | 13  | 9   | 13  | 7   | 3   | 5   | 5   | 3   | Rit | Rit | SQ  | Rit | 7   | Rit | 11  | 3   | 6   | 24  | 195   |
| 5    | Carlin              | 1          | 8   | 4   | 2   | Rit | 18  | 23  | 8   | Rit | 4   | Rit | Rit | 11  | 6   | 4   | 9   | 5   | 7   | 2   | 147   |
| 5    | Carlin              | 2          | 4   | 3   | 5   | 13  | 17  | 15  | Rit | 17  | Rit | 12  |     |     | 5   | 3   | 7   | Rit | Rit | 22  | 147   |
| 5    | Carlin              | 3          | 22† | 22  | Rit | 11  | 20  | 21  | 11  | 10  | 11  | 11  | 10  | 9   | 12  | 15  | 15  | 11  | 14  | 17  | 147   |
| 6    | Jenzer Motorsport   | 20         | 21  | 18  | 11  | Rit | 16  | 19  | 9   | 7   | Rit | 10  | Rit | 14  | Rit | 14  | Rit | Rit | 11  | 8   | 55    |
| 6    | Jenzer Motorsport   | 21         | 14  | 13  | 12  | SQ  | 10  | 9   | 10  | 9   | Rit | 4   | 6   | 6   | Rit | Rit | 12  | Rit | 16  | 14  | 55    |
| 6    | Jenzer Motorsport   | 22         | Rit | 14  | 8   | 8   | 8   | 3   | 13  | 8   | 9   | 8   | 9   | 7   | 11  | NP  | 10  | 9   | 12  | 11  | 55    |
| 7    | Campos Racing       | 23         | 11  | 15  | 18  | 14  | 21  | 22  | 20  | 16  | 14  | 18  | 13  | 15  | 20  | 19  | 17  | 13  | 19  | 21  | 51    |
| 7    | Campos Racing       | 24         | 12  | 20  | 14  | Rit | Rit | 13  | 19  | 18  | 7   | 5   | 7   | 10  | 4   | 9   | Rit | 10  | 8   | 1   | 51    |
| 7    | Campos Racing       | 25         | 20  | 19  | Rit | 16  | 23  | 24  | 21  | Rit |     |     | 12  | 13  | 17  | 16  | 18  | 17  | Rit | 20  | 51    |
| 8    | Status Grand Prix   | 7          | Rit | 24  | 19  | 5   | 15  | 12  | 12  | 12  | Rit | 14  | SQ  | Rit | 14  | 10  | 16  | Rit | 13  | 15  | 29    |
| 8    | Status Grand Prix   | 8          | 9   | 16  | 10  | 6   | 19  | 18  | 14  | 13  | 10  | 6   | 8   | 16  | 19  | 11  | 19  | 19  | 15  | 13  | 29    |
| 8    | Status Grand Prix   | 9          | 18  | 17  | 7   | Rit | 22  | 20  | 22  | 14  | Rit | 17  | 11  | 8   | 16  | 17  | 13  | Rit | 17  | 16  | 29    |
| Pos. | Team                | Nº vettura | SPA | SPA | AUT | AUT | GBR | GBR | HUN | HUN | BEL | BEL | ITA | ITA | RUS | RUS | BHR | BHR | ABU | ABU | Punti |

| Colore  | Risultato             |
| ------- | --------------------- |
| Oro     | Vincitore             |
| Argento | 2º posto              |
| Bronzo  | 3º posto              |
| Verde   | Finito a punti        |
| Blu     | Finito senza punti    |
| Viola   | Ritirato (Rit)        |
| Viola   | Non classificato (NC) |
| Rosso   | Non qualificato (NQ)  |
| Nero    | Squalificato (SQ)     |
| Bianco  | Non partito (NP)      |
| Bianco  | Non ha gareggiato     |
| Bianco  | Infortunato (INF)     |
| Bianco  | Escluso (ES)          |
| Bianco  | Gara cancellata (C)   |